# Veliki Gaj
Veliki Gaj (en serbe cyrillique : Велики Гај ; en hongrois : Nagygáj ; en roumain : Gaiu Mare) est un village de Serbie situé dans la province autonome de Voïvodine. Il fait partie de la municipalité de Plandište dans le district du Banat méridional. Au recensement de 2011, il comptait 552 habitants.
Veliki Gaj est situé à environ 70 km au nord-est de Belgrade et à environ 1 km au sud-est de la frontière avec la Roumanie.

## Histoire
Le village est mentionné pour la première fois en 1355 sous le nom de Gaj. Au XVIIe siècle, il changea son nom en Veliki Gaj.
Aux XVIe et XVIIe siècles, le village faisait partie de l'Empire ottoman, puis, en 1716, il fit partie des possessions des Habsbourg qui encouragèrent l'installation de populations germaniques. En 1910, Veliki Gaj comptait 2 930 habitants, dont 1 456 Serbes, 743 Hongrois et 620 Allemands.
Après la Première Guerre mondiale, le village fit partie du royaume des Serbes, Croates et Slovènes, qui devint le royaume de Yougoslavie en 1929. Pendant la Seconde Guerre mondiale, le village fut occupé par les forces de l'Axes et intégra la région du Banat autonome sous administration militaire de l'Allemagne nazie.
Après la guerre, le village fit partie de la république fédérative socialiste de Yougoslavie et fit partie de la province autonome de Voïvodine.
En 1991, le village comptait 897 habitants, dont 883 Serbes et 14 Hongrois.

## Démographie

### Évolution historique de la population
| 1948  | 1953  | 1961  | 1971  | 1981  | 1991 | 2002 | 2011 |
| ----- | ----- | ----- | ----- | ----- | ---- | ---- | ---- |
| 1 688 | 1 546 | 1 532 | 1 308 | 1 039 | 898  | 790  | 552  |

|  |